# Cyclatemnus globosus
Espèce
Cyclatemnus globosus est une espèce de pseudoscorpions de la famille des Atemnidae.

## Distribution
Cette espèce se rencontre en Afrique du Sud et en Namibie.

## Description
Le mâle holotype mesure 5 mm.

## Liste des sous-espèces
Selon Pseudoscorpions of the World (version 3.0) :
- Cyclatemnus globosus globosus Beier, 1947
- Cyclatemnus globosus parvus Beier, 1964

## Publications originales
- Beier, 1947 : Zur Kenntnis der Pseudoscorpionidenfauna des südlichen Afrika, insbesondere der südwest- und südafrikanischen Trockengebiete. Eos, Madrid, vol. 23, p. 285-339 (texte intégral).
- Beier, 1964 : Weiteres zur Kenntnis der Pseudoscorpioniden-Fauna des südlichen Afrika. Annals of the Natal Museum, vol. 16, p. 30-90 (texte intégral).